# Diego Cristóbal Túpac Amaru
Pour les articles homonymes, voir Túpac.

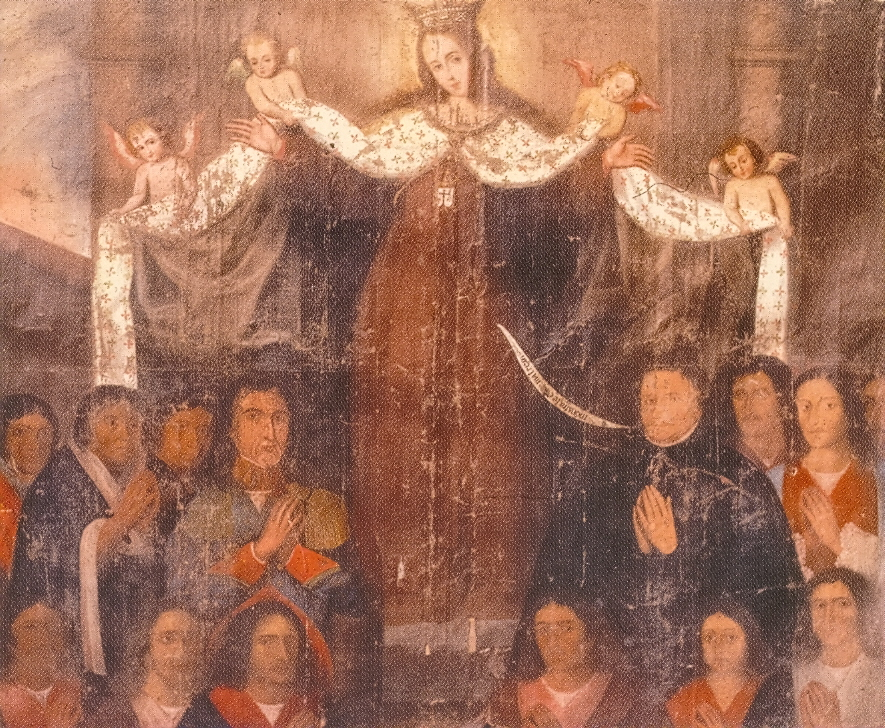
Túpac Amaru II et sa famille, selon un tableau à l’auteur inconnu. Diego Cristóbal Túpac Amaru serait un des personnages de la rangée du haut (église d’Yanaoca, dans le département de Cuzco).

Diego Cristóbal Túpac Amaru (Tinta, 1750 ? - Cuzco, 19 juillet 1783) est un aristocrate et chef rebelle inca, cousin de Túpac Amaru II, à qui il succéda à la tête du mouvement de révolte que celui-ci avait lancé en 1780 dans la Vice-royauté du Pérou.
Nonobstant ses succès militaires, qui lui permirent de se rendre maître de vastes étendues autour de Cuzco et de Puno, sur l’Altiplano péruvien et bolivien, il adopta une attitude de conciliation et accepta, par la reddition de ses troupes, les offres de paix des autorités espagnoles. Néanmoins, il fut bientôt accusé de conspiration et mourut supplicié en 1783. 

## Vie et combat
Au moment où il prit le commandement de l’insurrection, Diego Cristóbal Túpac Amaru avait déjà combattu les forces vice-royales dans les campagnes de l’Urubamba et lors des assauts contre la ville de Paucartambo, devant laquelle il avait mis le siège pendant une longue période, et était déjà en guerre contre Mateo Pumacahua, cacique indien allié des Espagnols.
Diego Cristóbal tenta une offensive pour sauver l’Inca Túpac Amaru II, mais fut vaincu à la bataille de Layo le 14 avril 1781. Il se transporta alors sur l’Altiplano, afin de réorganiser les armées rebelles et d’intensifier ses actions dans le Haut-Pérou, pour lesquelles du reste il ne put pas toujours compter sur le nécessaire soutien de la part des caciques mineurs et d’autres chefs indiens.
Des villages entiers avaient été laissés en ruines, et seule subsista la ville de Puno, contre laquelle il lança le meilleur de ses troupes, d’abord sans succès. Il réussit en revanche à prendre la cité de Sorata (dans l’actuelle Bolivie), après qu’elle eut été deux fois assiégée. Son plus grand succès militaire fut la défaite du maréchal José del Valle, qui avait fait mouvement à partir de Tinta dans le but de libérer Puno et La Paz, mais qui échoua dans son entreprise. Certes, le maréchal remporta les victoires de Puquinacancari et Condorcuyo, mais se vit contraint de renoncer à s’emparer de Puno. Le 30 mai, les rebelles faisaient leur entrée triomphale dans cette ville de l’Altiplano.
À l’apogée de son pouvoir, il dominait de vastes zones dans la région de Cuzco et posta ses gens à peu de lieues de la ville impériale. Dans le même temps, il dominait tout le district de Puno et les chaînes de montagnes de Moquegua et de Tacna. Par Túpac Katari, Andrés Túpac Amaru et par d’autres de ses lieutenants, il s’était rendu maître de la totalité de la Bolivie andine et de plusieurs zones situées dans les actuels Chili et Argentine.
À rebours des accents racistes anti-européens que quelques-uns de ses subordonnés imprimaient au mouvement de rébellion, Diego Cristóbal s’efforça au contraire d’établir la paix avec les royalistes, qui proposaient alors une grâce générale. Croyant dans la sincérité de ces offres, il résolut, à l’issue de négociations de paix à Lampa, de se rendre aux Espagnols avec la quasi-totalité de ses forces. Il continua néanmoins par la suite à jouir d’un grand pouvoir politique, et les royalistes s’en servirent plus tard pour le déclarer impliqué dans la conjuration de Carabaya et pouvoir ainsi le faire prisonnier.
Capturé le 15 mars 1783 à Marcapata, dans la province de Quispicanchi, il fut mis en jugement et condamné, au terme d’un procès sommaire, à la peine capitale par pendaison, précédée du supplice de la tenaille, c'est-à-dire de l’arrachage de ses chairs à l’aide d’une tenaille rougie au feu, et suivie de dépècement, peine exécutée le 19 juillet de la même année. Ses plus fidèles compagnons et sa famille subirent le même sort, tandis que son épouse se vit frappée de proscription.